# Partisanos albaneses

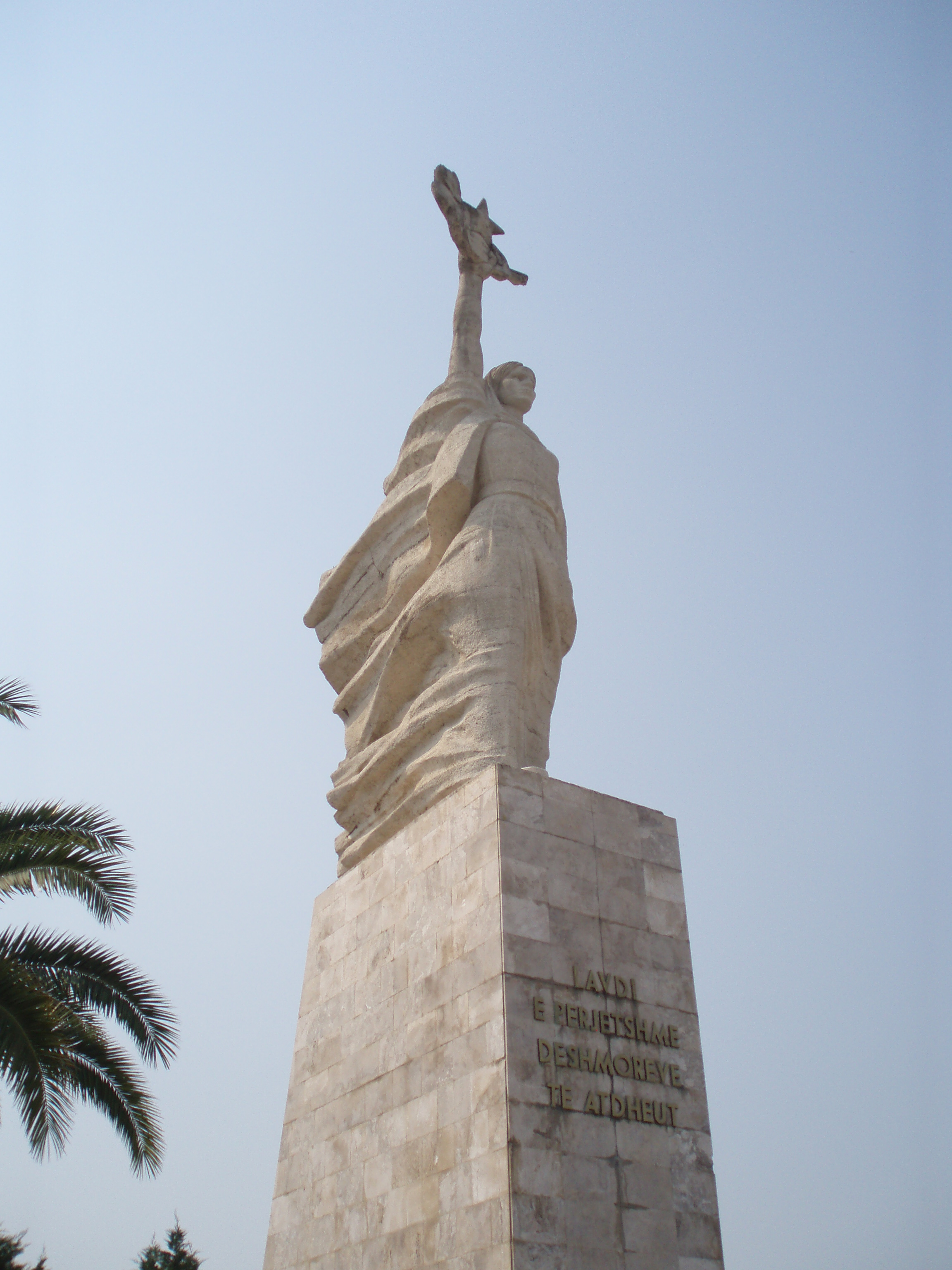
Monumento a la Madre Albania en Tirana. En este lugar se encuentran los restos mortales de los partisanos albaneses que combatieron a la ocupación italiana y alemana durante la Segunda Guerra Mundial.

Los partisanos albaneses, llamados también Movimiento de Liberación Nacional o Frente de Liberación Nacional Antifascista, fueron un movimiento comunista de resistencia a la ocupación italiana (entre 1939 y 1943) y después a las fuerzas alemanas en Albania, que condujo a la exitosa liberación del país en 1944, durante la Segunda Guerra Mundial.

## Historia

### Invasión italiana de 1939

Bandera de Albania bajo la ocupación italiana.

Albania no puso resistencia organizada a la invasión italiana del 7 de abril de 1939, por medio de la cual el país pasaba a ser un protectorado (Albania Italiana) gobernado por el recién fundado Partido Fascista Albanés. No obstante, algunos grupos de patriotas albaneses ofrecieron cierto grado de resistencia el día de la invasión, al mando de algunos líderes como Abas Kupi, quien llegó a ser conocido dada su breve resistencia a la fuerza de invasión en Durrës.
Durante los primeros años de ocupación no existía una resistencia general a los italianos, aunque algunos líderes locales como Myslym Peza, Baba Faja o Abaz Kupi habían creado pequeñas "çetas" (destacamentos) que de vez en cuando realizaban pequeños ataques a las fuerzas de ocupación italianas.

### Surgimiento de los partisanos comunistas
Después de la invasión alemana de la Unión Soviética en junio de 1941, la actividad comunista en Albania aumentó, culminando con la creación el 8 de noviembre de 1941 del Partido Comunista de Albania, bajo la dirección de Enver Hoxha. Los comunistas comenzaron a crear sus propios grupos partisanos de resistencia a partir de diciembre de 1941 y comienzos de 1942, participando en diversos actos de sabotaje y de difusión de propaganda con el objetivo de ganar la atención y el apoyo de las masas.
A partir de 1942 la prensa local y los consulados extranjeros en Albania comenzaron a informar sobre un número creciente de ataques de los partisanos comunistas. El acto más espectacular de sabotaje fue la interrupción de todas las comunicaciones telegráficas y telefónicas en Albania entre junio y julio de aquel año. Aunque la actividad comunista fue aumentando, la preocupación principal para los italianos seguían siendo las bandas del norte del país, zona que había sido virtualmente abandonada por los ocupantes.
Mientras que la resistencia de los líderes locales del norte se mantenía a nivel regional, los comunistas convocaron a una conferencia, invitando a todos los líderes de la resistencia para formar un frente común de carácter nacional, incluyendo incluso a aquellos que se reivindicaban anticomunistas. En la Conferencia de Pezë, realizada en septiembre de 1942, se dio forma al Movimiento Nacional de Liberación de Albania (Levizja Nacional Clirimtare), bajo la conducción de los partisanos comunistas, quienes habían incrementado considerablemente su popularidad entre la población, recibiendo las fuerzas partisanas el nombre Ejército de Liberación Nacional.
En octubre de 1942 surgiría paralelamente un movimiento de resistencia de tipo nacionalista, prooccidental y anticomunista llamado Frente Nacional (Balli Kombëtar), el cual se alimentó especialmente de terratenientes y campesinos. Sin embargo, adoptaron una ideología derechista por temor a las represalias que pudiesen tomar los italianos y para prevenir la confiscación de las propiedades. De hecho a menudo pactaron con los italianos - y después con los alemanes - para prevenir la pérdida de su riqueza y poder. Todo lo cual, los hizo poco populares entre la población.

### El fin de la ocupación italiana
Con el derrocamiento de Benito Mussolini y la rendición de Italia en 1943, las fuerzas italianas de ocupación en Albania colapsan. La guerrilla albanesa logra diezmar a cinco divisiones italianas, lo que le permite ganar muchos seguidores entusiasmados con el fin de la ocupación. Los comunistas toman el control de la mayoría de las ciudades del sur del país excepto Vlorë, donde el Frente Nacional es muy fuerte; mientras que los nacionalistas miembros del Ejército de Liberación Nacional dominan el norte del país. En agosto de 1943, los Aliados convencen a comunistas y nacionalistas para que se reúnan y formen un Comité de Salvación para Albania encargado de coordinar las acciones militares guerrilleras.
La colaboración entre ambos bandos finaliza debido al desacuerdo que existe sobre el estatus de Kosovo tras concluir la guerra. Los comunistas apoyan el retorno de Kosovo a Yugoslavia, confiando que Tito la cedería posteriormente a Albania pacíficamente; mientras que los nacionalistas plantean mantener la región bajo soberanía albanesa. Los delegados acuerdan que un plebiscito en la región debe decidir la cuestión, pero los comunistas pronto reniegan del acuerdo[cita requerida], declarando que los delegados comunistas no habían seguido las órdenes dadas por el líder del Partido. Un mes más tarde, los comunistas son atacados por las fuerzas nacionalistas, iniciando una guerra civil que durante todo el año siguiente asolaría la zona sur del país.

### Ocupación alemana

Bandera de los partisanos albaneses y del Gobierno albanés entre 1944 y 1946.

En septiembre de 1943 las fuerzas de la Alemania nazi entran en Albania, ocupando Tirana antes de que la guerrilla pudiera tomarla. Obligan a las guerrillas a retirarse hacia las montañas y al sur del país. Anuncian su intención de reconocer la independencia de una Albania neutral y organizar un gobierno, una policía y unas fuerzas armadas albanesas. Los alemanes ejercieron un control menos férreo que en otros países ocupados y buscando apoyo apelaron a causas populares entre los albaneses, como la soberanía sobre Kosovo. Esto provocó que algunas unidades del Frente Nacional colaboraran con los alemanes en su lucha contra la guerrilla comunista, llegando a alistarse como voluntarios en la División Skanderbeg de las Waffen-SS, compuesta mayoritariamente por albaneses étnicos.
El 29 de noviembre de 1944 los partisanos completaron la liberación de Albania de la ocupación alemana con la toma de Tirana, la capital del país. Los partisanos albaneses, además, liberaron Kosovo, parte de Montenegro y el sur de Bosnia-Herzegovina. El Ejército de Liberación Nacional llegó a contar con 70.000 combatientes, siendo reconocidos como fuerza beligerante de los Aliados y considerados para los albaneses como artífices uno de los capítulos más gloriosos de su Historia nacional.

### Administración provisional comunista
Hacía comienzos de 1944 los partisanos comunistas se habían reagrupado, logrando el control del sur de Albania en enero de 1944. En mayo se convocó a un Congreso de los miembros del Frente de Liberación Nacional (FLN) en Permet, en el cual se eligió un Consejo Antifascista de Liberación Nacional que actuaría como el légitimo Gobierno albanés. Enver Hoxha fue elegido presidente del Comité Ejecutivo del Consejo, alzándose además como el comandante supremo del Ejército de Liberación Nacional. 
A mediados del verano de 1944 los comunistas habían ya vencido la resistencia de los últimos restos del ejército de Balli Kombëtar, entrando al centro y norte del país a finales de julio. La misión militar británica instó a los restos de los nacionalistas a no oponerse avance de los comunistas, y los Aliados evacuaron a Kupi a Italia. En octubre los partisanos comunistas habían formado un gobierno provisional con sede en Berat con Enver Hoxha como primer ministro. Antes de finales de noviembre las tropas alemanas se habían retirado de Tirana, tomando los partisanos el control de la capital.